# Ludwig von Fautz
Ludwig Ritter von Fautz (né le 20 août 1811 à Vienne - mort le 23 février 1880 à Penzing, maintenant Vienne) est un vice amiral et commandant de la marine autrichienne,.

## Biographie

### Famille
Fils d'Anton Moritz von Fautz (fabricant de textile et maître drapier) et de Florentina Troclet, il naît à Vienne le 20 août 1811. Ses frères sont le lieutenant-colonel August von Fautz, chevalier de l'ordre de Léopold (mort le 28 juillet 1859 à Friedek en Silésie, commandant de bataillon dans le régiment d'infanterie no 23 Baron Airoldi) et Anton von Fautz, major de la Garde du corps Arcière (de) à Vienne.

### Militaire de carrière
Après avoir rejoint la Marine le 8 mars 1826, Fautz participe en 1829 en tant que cadet de la marine au bombardement des ports marocains de l'Atlantique, en réponse au détournement d'un navire autrichien par des pirates marocains. Dans la guerre d'Italie de 1848 à 1849, il est sous le commandement du vice-amiral Hans Birch Dahlerup dans le blocus de Venise et le bombardement d'Ancône en tant que commandant des bateaux à vapeur SMS Vulkan et SMS Curtatone. Il subit une grave blessure au foie, dont il a souffert des conséquences jusqu'à sa mort. Il a reçu pour cette action, le 14 juin 1849 pour « acte de bravoure », la croix de chevalier de l'ordre de Léopold. Lors de l'action des forces terrestres sous le commandement du général Lazarus von Mamula (de) contre les bouches de Kotor en 1849, Fautz participe en tant que commandant d’escadron.
Avec la frégate à voile SMS Vénus, il entreprend de nombreuses croisières de formation pour l’École navale en Méditerranée et voyage en Angleterre en 1849, à Naples, Lisbonne et Madère en 1850, et en 1851 aux Antilles, où il a visité Saint-Thomas, La Guaira et aussi la Havane, Cuba,. Fautz reçoit également la croix du mérite autrichien, le titre de commandeur de l'ordre pontifical de Saint Grégoire le Grand, l'ordre du Sauveur grec, conseiller privé et grand officier de l'ordre de Notre-Dame de Guadalupe.
En mars 1852 Fautz est le capitaine d'un navire de ligne. Il a été l'un des premiers capitaines de cuirassé autrichien qui commandait un navire de guerre à vapeur. Le 27 décembre 1854, il est élevé à la chevalerie héréditaire de l'Empire autrichien. En 1856, il est promu contre-amiral. Il était sous l'archiduc Maximilien depuis août 1856, chef du Conseil d'administration nouvellement crée du Registre maritime de l'Empereur, 1852/1853, 1855, 1859/1860 commandant de l'escadron et son adjoint de 1858 à 1860,

### Commandant de la Marine
Dans la période 1860-1865, Fautz était commandant de l’ensemble de la marine autrichienne, depuis 1864 en tant que vice-amiral. À partir de juillet 1865 – avec l'abolition du ministère de la Marine – jusqu'à mars 1868, il a servi comme chef de la section navale (secrétaire d’État) dans le ministère de la Guerre (de). Son successeur fut William Tegetthoff avec qui il avait eu dans les années précédentes de nombreux différents. En 1869, il a pris sa retraite et d'est marié le 28 août 1869, approbation en date du 29 juillet 1869, avec Hermine Müllern von Schönenbeck, âgée de 15 ans et il devint encore père (ce fils devint le capitaine de corvette Gustav Heinrich Ritter von Fautz 1878-1922).